# Michaił Czertkow
Michaił Iwanowicz Czertkow, ros. Михаил Иванович Чертков (ur. 2 sierpnia?/14 sierpnia 1829 w Petersburgu, zm. 19 października 1905 w Paryżu) – rosyjski generał kawalerii (od 1883), generał-adiutant (1869), generał-gubernator woroneżski w latach 1861–1864, generał-gubernator warszawski 1901-1905.
Od grudnia 1851 porucznik wojsk carskich, od stycznia 1854 oficer ordynansowy komendanta Korpusu Gwardii Grenadierów. Od kwietnia 1854 sztabs-rotmistrz. Brał udział w wojnie krymskiej. Od sierpnia 1856 kapitan. Od 1857 dowódca batalionu w Wileńskim Pułku Piechoty. Był odznaczony Orderem Świętego Andrzeja Apostoła Pierwszego Powołania (1898), Orderem Świętego Aleksandra Newskiego (1872), Orderem Orła Białego (1870), Orderem Świętego Jerzego IV klasy z Mieczami (1859), Orderem Świętego Włodzimierza I, II i IV klasy, Orderem Świętej Anny I, II i III klasy i Orderem Świętego Stanisława I klasy (1863).